# Parafia św. Jana Ewangelisty w Bogatem
Parafia pw. Świętego Jana Ewangelisty w Bogatem – parafia rzymskokatolicka należąca do dekanatu makowskiego, diecezji płockiej, metropolii warszawskiej. 